# Kastl (Tirschenreuth)
Kastl é um município da Alemanha, situado no distrito de Tirschenreuth, no estado da Baviera. Tem 24,74 km² de área, e sua população em 2019 foi estimada em 1.410 habitantes.